# Anian Sossau
Anian Sossau (* 14. Januar 2000) ist ein deutscher Skilangläufer.

## Werdegang
Sossau, der für den SC Eisenärzt startet, nahm von 2016 bis 2020 vorwiegend an U18 und U20-Rennen im Alpencup teil. Dabei belegte er in der Saison 2018/19 den neunten Platz und in der Saison 2019/20 den 11. Platz in der U20-Gesamtwertung. Bei den Junioren-Weltmeisterschaften 2019 in Lahti gewann er die Bronzemedaille mit der Staffel. Zudem errang er dort den 33. Platz über 10 km Freistil und den 23. Rang im Sprint. In der Saison 2019/20 startete er in Dresden erstmals im Weltcup und belegte dabei den 50. Platz im Sprint und den 17. Rang im Teamsprint. Bei den Junioren-Weltmeisterschaften 2020 in Oberwiesenthal wurde er Siebter mit der Staffel und Fünfter im Sprint und bei den deutschen Meisterschaften 2020 Dritter im Teamsprint. Zu Beginn der Saison 2020/21 startete er in Ulrichen erstmals im Alpencup und belegte dabei den 23. Platz über 15 km Freistil und den neunten Rang im Sprint. Bei den U23-Weltmeisterschaften 2021 in Vuokatti kam er auf den 46. Platz über 15 km Freistil und auf den 15. Rang im Sprint. Beim Saisonhöhepunkt, den nordischen Skiweltmeisterschaften 2021 in Oberstdorf, lief er auf den 38. Platz im Sprint.